# Феррис, Одри
Одри Феррис (англ. Audrey Ferris, настоящая фамилия Келлар, англ. Kellar; 30 августа 1909 — 3 мая 1990) — американская киноактриса. Была популярна непродолжительное время в конце эпохи немого кино.

## Биография
Одри Феррис родилась 30 августа 1909 года в Детройте, штат Мичиган. Танцевала на сцене театра в Лос-Анджелесе, где в 1926 году на неё и обратил внимание один из продюсеров Warner Studios. Кинокомпания подписала с Феррис контракт, и в 1927 году она дебютировала в кино, сыграв второстепенную роль в драме «Женское право». В том же году она сыграла одну из хористок в мелодраме-мюзикле «Певец джаза», которая пользовалась большим успехом в прокате и собрала 3 миллиона долларов.
В 1928 году она вошла в список WAMPAS Baby Stars, куда ежегодно избирались подающие надежды молодые актрисы. Феррис обеспечили поддержку в прессе, широко разрекламировав как одну из самых многообещающих дебютанток года. Она появилась в ряде фильмов в паре с Айрин Рич — «Берегись женатых мужчин», «Женщины, о которых говорят» — и в нескольких самостоятельных картинах — «Берегись холостяков», «Дикая кошечка» и др.
Её карьера угасла с началом эпохи звукового кино. Феррис вернули на второстепенные и эпизодические роли, и в 1935 году она завершила актёрскую карьеру. В последующие годы она работала секретарем в департаменте окружного прокурора Лос-Анджелеса. Одри Феррис умерла 3 мая 1990 года.